# Lista di teatri d'opera

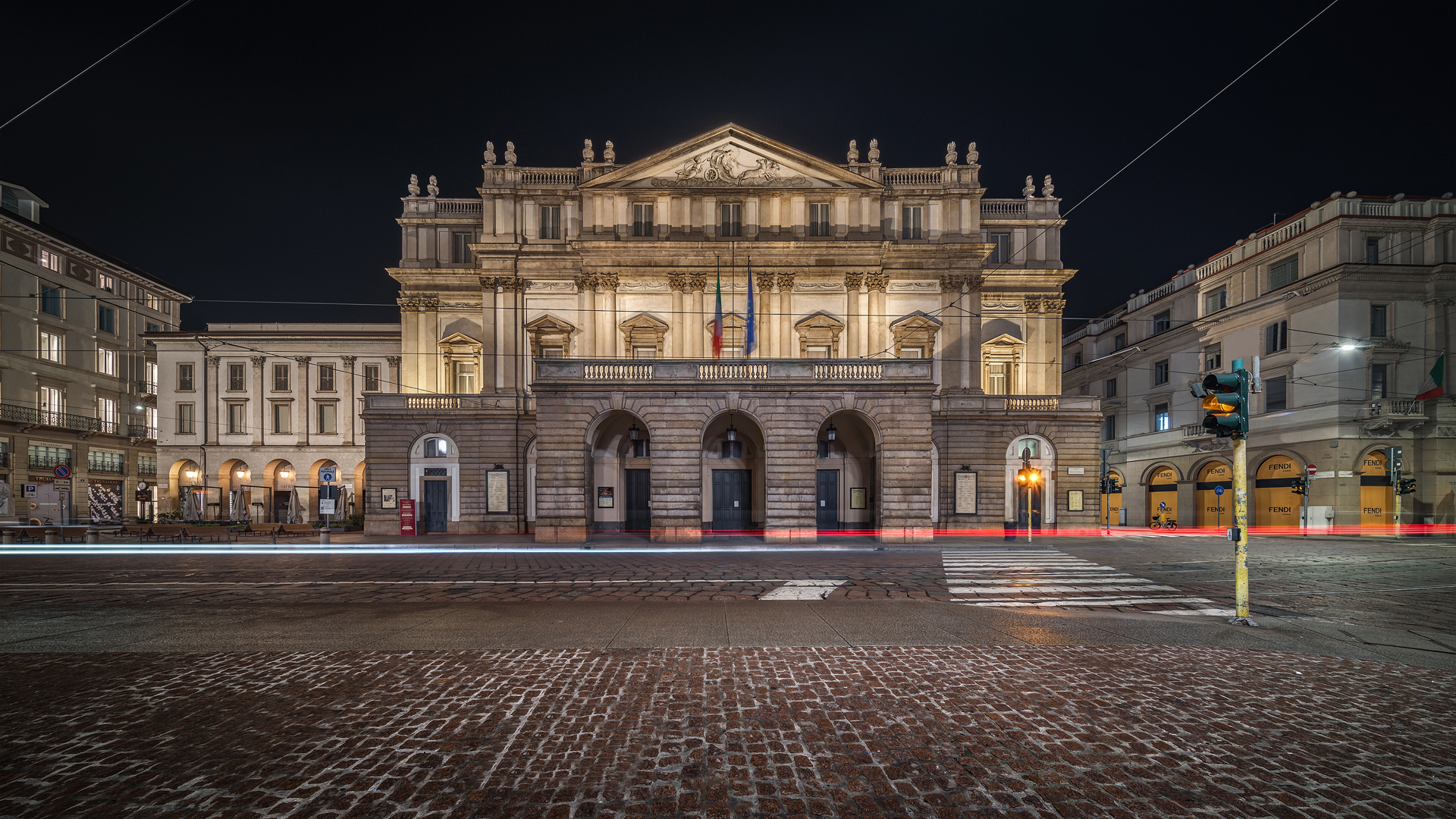
Teatro alla Scala di Milano, facciata

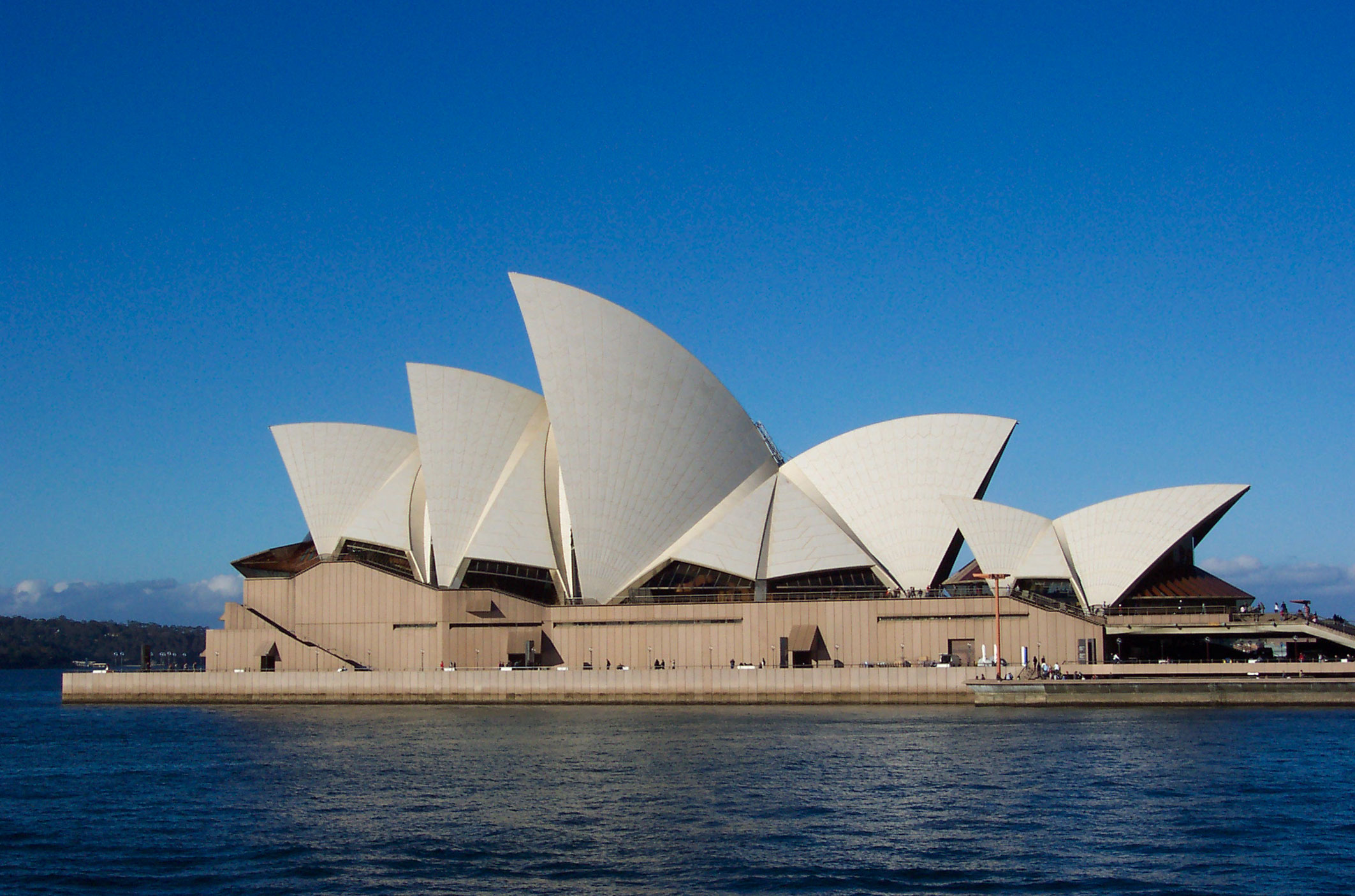
Teatro dell'Opera di Sydney

I teatri d'opera sono gli edifici deputati principalmente alle rappresentazioni teatrali in musica (opera, operetta, musical). L'Italia è la nazione con più teatri al mondo.

## Elenco di teatri d'opera

### Argentina
- Teatro Colón, Buenos Aires

### Australia
- Sydney Opera House, Sydney

### Austria
- Opera di Stato, Vienna
- Volksoper Wien, Opera popolare, Vienna

### Belgio
- Teatro de la Monnaie (De Munt), Bruxelles
- Opéra Royal de Wallonie, Liegi
- Vlaamse Opera, Anversa e Gand

### Brasile
- Teatro Amazonas, Manaus
- Teatro Municipal, Rio de Janeiro
- Belém: Teatro da Paz
- Curitiba: Ópera de Arame
- Fortaleza: Teatro José de Alencar
- Porto Alegre: Teatro São Pedro
- Recife: Teatro Santa Isabel
- São Luís: Teatro Arthur Azevedo
- Teatro Municipal de São Paulo

### Canada
- Place des Arts, Montréal (Québec)
- The Four Seasons Centre for the Performing Arts, Toronto

### Cile
- Teatro Municipal de Santiago, Santiago del Cile

### Cina
- Gran teatro di Shanghai, Shanghai
- Opera di Pechino, Pechino

### Colombia
- Teatro de Crisotobal Colón, Bogotà

### Croazia
- Teatro Nazionale Croato di Zagabria, Zagabria
- Vatroslav Lisinski, Zagabria
- Teatro Nazionale Croato di Spalato, Spalato

### Danimarca
- Teatro dell'Opera di Copenaghen

### Egitto
- Teatro dell'Opera del Chedivè, Il Cairo
- Teatro di Damanhur
- Teatro Sayed Darwish, Alessandria

### Finlandia
- Kansallisooppera, Helsinki

### Francia
- Opéra Bastille, Parigi
- Opéra Garnier, Parigi
- Théâtre national de l'Opéra-Comique, Parigi
- Opéra Nouvel, Lione
- Opéra de Strasbourg, Strasburgo
- Grand Théâtre de Bordeaux, Bordeaux
- Opéra Comédie, Montpellier
- Opéra national de Lorraine, Nancy
- Théâtre du Capitole, Tolosa
- Opéra municipal de Marseille, Marsiglia
- Opéra de Lille, Lilla
- Théâtre Graslin, Nantes
- Opéra de Nice, Nizza
- Opéra Grand Avignon, Avignone
- Opéra de Massy, Massy
- Opéra royal du château de Versailles, Versailles
- Teatro romano di Orange, Orange
- Opéra-théâtre de Metz Métropole, Metz
- Opéra-théâtre de Saint-Étienne, Saint-Étienne
- Grand Théâtre, Digione
- Opéra de Toulon, Tolone
- Grand Théâtre, Angers
- Grand Théâtre de Tours, Tours
- Opéra de Rennes, Rennes
- Opéra de Reims, Reims
- Opéra de Limoges, Limoges

### Germania
- Hamburgische Staatsoper (Opera di Stato di Amburgo)
- Bayreuth Festspielhaus, Bayreuth
- Margravial Opera House, Bayreuth
- Deutsche Oper (Opera Tedesca di Berlino)
- Staatsoper Unter den Linden (Opera di Stato di Berlino)
- Komische Oper, Berlino
- Theater Bonn, Bonn
- Staatstheater Braunschweig, Braunschweig
- Chemnitz Opera, Chemnitz
- Cologne Opera, Colonia
- Semperoper, (Opera di Stato Sassone di Dresda
- Theater Dortmund, Dortmund
- Opernhaus Dortmund, Dortmund
- Theater Duisburg, Duisburg
- Deutsche Oper am Rhein (Opera Tedesca sul Reno, Düsseldorf)
- Aalto Theatre, Essen
- Oper Frankfurt, Francoforte sul Meno
- Alte Oper, Francoforte sul Meno
- Musiktheater im Revier, Gelsenkirchen
- Staatsoper Hannover, (Opera di Stato di Hannover)
- Landestheater Halle, Halle
- Staatstheater Kassel, Kassel
- Kiel Opera House, Kiel
- Badisches Staatstheater Karlsruhe, Karlsruhe
- Opernhaus Leipzig, Lipsia
- Theater Lübeck, Lubecca
- Staatstheater Mainz, Magonza
- Nationaltheater, Mannheim
- Nationaltheater, Opera di Stato Bavarese, Monaco di Baviera
- Prinzregententheater, Monaco di Baviera
- Cuvilliés Theatre, Monaco di Baviera
- Oldenburgisches Staatstheater, Oldenburg
- Mecklenburg State Theatre, Schwerin
- Staatstheater Stuttgart, (Teatro di Stato di Stoccarda)
- Staatstheater Darmstadt, Darmstat
- Opernhaus Wuppertal, Wuppertal
- Deutsches Nationaltheater and Staatskapelle Weimar, Weimar
- Hessisches Staatstheater Wiesbaden, Wiesbaden

### Giappone
- Shin Kokuritsu Gekijō, Nuovo Teatro Nazionale, Tokyo

### Grecia
- Opera Nazionale Greca, Atene
- The Athens Concert Hall, Atene

### Italia
- Teatro Pirandello, Agrigento
- Teatro delle Muse, Ancona
- Teatro Petrarca, Arezzo
- Teatro Ventidio Basso, Ascoli Piceno
- Teatro Vittorio Alfieri, Asti
- Teatro comunale Carlo Gesualdo, Avellino
- Teatro Petruzzelli, Bari
- Teatro Niccolò Piccinni, Bari
- Teatro comunale Giuseppe Curci, Barletta
- Teatro Dino Buzzati, Belluno
- Teatro Vittorio Emanuele, Benevento
- Teatro Gaetano Donizetti, Bergamo
- Teatro Sociale, Bergamo
- Teatro comunale, Bologna
- Teatro Grande, Brescia
- Nuovo Teatro Giuseppe Verdi, Brindisi
- Teatro Giuseppe Verdi, Busseto
- Teatro comunale, Cagli
- Teatro Lirico di Cagliari, Cagliari
- Teatro Regina Margherita, Caltanissetta
- Teatro Sociale, Camogli
- Teatro Savoia, Campobasso
- Teatro comunale, Carpi
- Teatro Massimo Vincenzo Bellini, Catania
- Teatro Sangiorgi, Catania
- Teatro Politeama, Catanzaro
- Teatro Alessandro Bonci, Cesena
- Teatro Marrucino, Chieti
- Teatro Sociale, Como
- Teatro Comunale Alfonso Rendano, Cosenza
- Teatro Ponchielli, Cremona
- Teatro Gentile da Fabriano, Fabriano
- Teatro della Fortuna, Fano
- Teatro dell'Aquila, Fermo
- Teatro comunale Claudio Abbado, Ferrara
- Teatro del Maggio Musicale Fiorentino, Firenze
- Teatro della Pergola, Firenze
- Teatro Verdi, Firenze
- Teatro Umberto Giordano, Foggia
- Teatro Carlo Felice, Genova
- Teatro Gustavo Modena, Genova
- Teatro degli Industri, Grosseto
- Teatro Giovanni Battista Pergolesi, Jesi
- Teatro comunale, L'Aquila
- Teatro Apollo, Lecce
- Teatro Politeama Greco, Lecce
- Teatro della Società, Lecco
- Teatro Carlo Goldoni, Livorno
- Teatro del Giglio Giacomo Puccini, Lucca
- Sferisterio, Macerata
- Teatro Lauro Rossi, Macerata
- Teatro Sociale, Mantova
- Teatro Vittorio Emanuele II, Messina
- Teatro alla Scala (Nuovo Regio Ducal Teatro alla Scala), Milano
- Teatro Lirico Giorgio Gaber, Milano
- Teatro comunale Pavarotti-Freni, Modena
- Teatro Storchi, Modena
- Teatro Bellini, Napoli
- Teatro Mercadante, Napoli
- Real Teatro San Carlo, Napoli
- Teatro Coccia, Novara
- Teatro Verdi, Padova
- Teatro Massimo Vittorio Emanuele, Palermo
- Teatro Biondo, Palermo
- Teatro Politeama Garibaldi, Palermo
- Real Teatro Bellini (o Regio Teatro Carolino), Palermo
- Teatro Regio, Parma
- Teatro Fraschini, Pavia
- Teatro comunale Francesco Morlacchi, Perugia
- Teatro Gioacchino Rossini, Pesaro
- Teatro Municipale, Piacenza
- Teatro Verdi, Pisa
- Teatro Manzoni, Pistoia
- Teatro Francesco Stabile, Potenza
- Teatro Dante Alighieri, Ravenna
- Teatro Francesco Cilea, Reggio Calabria
- Teatro Ariosto, Reggio Emilia
- Teatro municipale Romolo Valli, Reggio Emilia
- Teatro Flavio Vespasiano, Rieti
- Teatro Amintore Galli, Rimini
- Teatro Argentina, Roma
- Teatro dell'Opera (o Teatro Costanzi), Roma
- Teatro Valle Franca Valeri, Roma
- Teatro Sociale, Rovigo
- Teatro Giuseppe Verdi, Salerno
- Teatro Giuseppe Verdi, San Severo
- Teatro Civico Luigi Canepa, Sassari
- Teatro Comunale, Sassari
- Teatro Gabriello Chiabrera, Savona
- Teatro dei Rinnovati, Siena
- Teatro Massimo, Siracusa
- Teatro Nuovo Gian Carlo Menotti, Spoleto
- Teatro Maria Caniglia, Sulmona
- Teatro dei Principi di Carignano, Torino
- Teatro Regio, Torino
- Teatro Sociale, Trento
- Teatro comunale Mario Del Monaco, Treviso
- Teatro lirico Giuseppe Verdi, Trieste
- Teatro Nuovo Giovanni da Udine, Udine
- Teatro Raffaello Sanzio, Urbino
- Teatro Carlo Goldoni, Venezia
- Gran Teatro La Fenice, Venezia
- Teatro Malibran, Venezia
- Teatro Civico, Vercelli
- Arena di Verona, Verona
- Teatro Filarmonico, Verona
- Teatro Olimpico, Vicenza
- Teatro Unione, Viterbo

### Kazakistan
- Astana Opera, Astana

### Messico
- Palacio de Bellas Artes, Città del Messico

### Monaco
- Opéra de Monte-Carlo, Montecarlo

### Paesi Bassi
- Het Muziektheater, Stopera, Amsterdam

### Polonia
- Baltic State Opera, Danzica
- Teatro musicale a Gdynia, Gdynia
- Opera di corte nel complesso Łazienki, Varsavia
- Forest Opera, Sopot

- Gran Teatro, Łódź
- Gran Teatro, Poznań
- Opera da Camera di Cracovia
- Opera nel castello, Stettino
- Opera di Cracovia, Cracovia
- Opera Nova, Bydgoszcz
- Podlasie Opera, Białystok
- Grande Teatro-Opera Nazionale, Varsavia
- Opera della Slesia, Bytom
- Teatro musicale a Lublino, Lublino
- Opera da Camera di Varsavia, Varsavia
- Opera di Breslavia, Breslavia

### Portogallo
- Teatro Nacional de São Carlos, Lisbona
- Casa da Música, Porto

### Regno Unito
- Royal Opera House, Covent Garden, Londra
- English National Opera, Londra
- Glyndebourne Festival Opera, East Sussex
- Scottish Opera
- Welsh National Opera

### Repubblica Ceca
- Teatro Nazionale, Praga
- Opera di Stato di Praga, Praga
- Teatro Estates, Praga

### Russia
- Teatro Mariinskij, San Pietroburgo
- Teatro Bol'šoj, Mosca
- Teatro dell'opera e del balletto di Novosibirsk, Novosibirsk

### Serbia
- Srpsko narodno pozorište, Novi Sad
- Narodno pozorište, Belgrado

### Spagna
- Gran Teatre del Liceu, Barcellona
- Teatro Pèrez-Galdòs, Las Palmas de Gran Canaria
- Teatro Real, Madrid
- Teatro de la Zarzuela, Madrid
- Teatro Campoamor, Oviedo
- Teatro de la Maestranza, Siviglia

### Stati Uniti d'America
- Baltimore Opera
- Boston Lyric Opera
- Civic Opera of Chicago
- Dallas Opera
- Florentine Opera, Milwaukee (Wisconsin)
- Fulton Opera House, Lancaster (Pennsylvania)
- Houston Grand Opera
- Los Angeles Opera
- Academy of Music, Filadelfia
- Metropolitan Opera, New York
- New York City Opera
- San Francisco Opera
- Santa Fe Opera
- Seattle Opera
- Washington National Opera

### Svezia
- Opera reale svedese
- Opera di Göteborg
- Teatro d'Opera e Musica di Malmö
- Norrland Opera
- Drottningholm Palace Theatre

### Svizzera
- Theater Basel, Basilea
- Stadttheater Bern, (Teatro Comunale di Berna)
- Grand Théâtre de Genève, Ginevra
- Opéra de Lausanne, Losanna
- Luzerner Theater, Lucerna
- Stadttheater St. Gallen (Teatro Comunale di San Gallo)
- Opernhaus Zürich, Zurigo

### Tunisia
- Sala d'opera della Città della Cultura.Tunisi

### Ucraina
- Opera Nazionale dell'Ucraina, Kiev
- Teatro Municipale dell'Opera e del Balletto di Kiev
- Teatro dell'Opera e del Balletto di Leopoli
- Teatro Accademico Nazionale dell'Opera e del Balletto di Odessa
- Teatro Accademico Statale dell'Opera e del Balletto di Dnipro
- Teatro Accademico Nazionale dell'Opera e del Balletto di Donetsk
- Teatro Accademico Nazionale dell'Opera e del Balletto di Kharkiv

### Ungheria
- Teatro dell'Opera di Stato ungherese, Budapest
- Teatro Erkel, Budapest
- Teatro di Operetta di Budapest
- Teatro Nazionale di Szeged